# القوع
منطقة القوع تقع على بعد 120 كم جنوب مدينة العين بالمنطقة الشرقية من إمارة أبو ظبي في دولة الإمارات العربية المتحدة. ولا يقل عدد سكانها عن 13 ألف نسمة.

## المرافق والخدمات
تتكون منطقة القوع من 7 أجزاء سكنية ويوجد بها عدد من المرافق الحيوية كسوق يتكون من أعداد من المحال التجارية مختلفة الأغراض ومحلات أخرى مخصصة لمستلزمات السيارات وإصلاحها، كما يوجد بها مركز صحي ومركز شرطة ومركز للدفاع المدني وصيدلية ومقر لبريد الإمارات وكذلك يوجد فرع لبلدية العين في القوع ومركز لتأهيل ذويي الاحتياجات الخاصة ومركز لتحفيظ القرآن الكريم وفرع لبنك أبوظبي الوطني داخل مبنى البلدية . ويوجد أيضاً حديقة عامة، وبطبيعة الحال يوجد بها عدد من المدارس الحكومية لمختلف المراحل الدراسية للذكور والإناث وتبعد القوع 30 كم عن منطقة الوقن التي تتوفر فيها جميع الخدمات والمتطلبات المعيشية وبالطبع لا يستغني سكان القوع عن الخدمات والبنوك والدوائر الحكومية المتمركزة في منطقة الوقن.